# Федерація ЛГБТ-спорту Росії
Федерація ЛГБТ-спорту Росії - російський громадський рух, що об'єднує спортсменів і любителів спорту серед сексуальних і гендерних меншин ( скор.ЛГБТ) і популяризує культуру спорту в російській ЛГБТ-спільноті. Це перша і єдина в Росії міжрегіональна спортивна ЛГБТ - організація.

## Історія
Рішення про створення Федерації ЛГБТ-спорту було прийнято під час участі російських спортсменів на Гей-іграх в Кельні в 2010 році. Президентом Федерації був обраний Костянтин Яблоцкій, фігурист-любитель, який завоював золото у фігурному катанні. Команда Росії складалася з 48 спортсменів, які виступили в 8 видах спорту, завоювавши одну золоту та дві срібні медалі.  
2 вересня 2011 року Федерація ЛГБТ-спорту отримала державну реєстраціюГазета.ru.. Юридичну підтримку при внесенні до Єдиного державного реєстру юридичних осіб справила Російська ЛГБТ-мережа[недоступне посилання з травня 2019]. 
На сьогоднішній момент Федерація ЛГБТ-спорту Росії об'єднує близько 400 індивідуальних учасників, більше 30-ти спортивних клубів та секцій, створені філії у Москві, Санкт-Петербургу, Архангельську, Мурманську, Єкатеринбургу, Рязані, Воронежі, Челябінську, Тюмені, Красноярську, Барнаулі і Волгограді[недоступне посилання з травня 2019]Gayrussia.ru..

## Цілі руху
1. Формування та підтримка національної команди для участі у міжнародних змаганнях ЛГБТ-спортсменів (Гей-ігри, Євроігри, регіональні змагання)
2. Проведення змагань ЛГБТ-спортсменів у Росії
3. Підтримка російських спортивних організацій і клубів для геїв і лесбійок, окремих ЛГБТ-спортсменів
4. Популяризація здорового способу життя та спорту у ЛГБТ-спільноті

## Діяльність руху

### У Росії
Федерація ЛГБТ-спорту Росії спільно з ЖФК «Крила» провела перший міжнародний щорічний турнір з міні-футболу серед жіночих аматорських команд «Квітневий Weekend», який пройшов 3 квітня 2011 року. Для участі у турнірі були запрошені команди з Києва, Санкт-Петербурга, Архангельська, Рязані. Спортивний захід відбувся в рамках Тижня проти гомофобії під гаслами «Спорт проти гомофобії» і «Футбол проти гомофобії» за підтримки Російської ЛГБТ-мережі і Райдужній Асоціації (Москва)Gay.ru.. 
У червні 2011 року Федерація ЛГБТ-спорту взяла участь у традиційному спортивно-туристичному зльоті геїв і лесбійок на озері Селігер .
З 23 по 25 вересня 2011 року Федерація ЛГБТ-спорту провела Перший національний спортивний ЛГБТ-фестиваль «Зі спортом разом...!». В рамках програми спортивного фестивалю відбулися велопробіг, урочисте відкриття у спорткомплексі ім. В. Алексєєва, де пройшли змагання з футболу, баскетболу, волейболу, бадмінтону та настільного тенісу. У фестивалі взяли участь понад 150 спортсменов[недоступне посилання з травня 2019]Gay.ru. 

### Світ
У 2011 році Федерація за підтримки посольства Нідерландів організувала поїздку російських спортсменів на Євроігри, які проходили c 20 по 24 липня в Роттердамі. Росія була представлена командою з 62 атлетів у 9 видах спорту: у футболі, баскетболі, бадмінтоні, волейболі, легкій атлетиці, тенісі, настільному тенісі, бальних танцях і бігу на довгі дистанції. Російська збірна завоювала бронзу у бадмінтоні, командну бронзу у волейболі та жіночому футболі, бронзу у тенісіGay.ru. 
У 2012 році на Євроіграх російська команда посіла друге місце за кількістю учасників і медалей.

## Колективні учасники
До складу Федерації ЛГБТ-спорту входять наступні спортивні клуби та колективи: 
1. Жіночий футбольний клуб «Крила», Москва
2. Жіночі спортивні команди «А-Мега», Санкт-Петербург
3. Жіноча баскетбольна команда «Намистинки», Санкт-Петербург
4. ВелоЛГБТ: Райдужні покатушки
5. «Райдужний лід»
6. «Райдужна лижня»
7. Школа парного танцю 3 Dance
8. Петербурзька студія бальних танців «Амстердам»
9. Студія бального танцю для дівчат «Girldance», Москва
10. Чоловіча волейбольна команда «Matryoshka Virgin», Москва, Єкатеринбург
11. Студія танців "Q-Dance", Москва.

## Див. Також
- Гей-ігри
- Євроігри
- Гей-родео
- ЛГБТ-туризм